# Cupa României 1975-1976
Ediția 1975-1976 a fost a 38-a ediție a Cupei României la fotbal. A fost câștigată de Steaua București, care a învins-o în finală pe CSU Galați cu scorul de 2-1. Câștigătoarea ediției anterioare, Rapid București, a fost eliminată în sferturi de Steaua.

## Desfășurare
Toate meciurile de după faza șaisprezecimilor, exceptând finala (care a avut loc în București), s-au jucat pe teren neutru. În șaisprezecimi au participat 32 de echipe, din care făceau parte și cele din Divizia A. Dacă după 90 de minute scorul era egal se jucau două reprize de prelungiri a câte 15 minute. Dacă după prelungiri scorul era tot egal, soarta calificării se decidea la loviturile de departajare. 

## Șaisprezecimi
| Data              | Echipă gazdă              |   | Echipă oaspete        | Rezultat  |
| ----------------- | ------------------------- | - | --------------------- | --------- |
| 28 februarie 1976 | FIL Orăștie               | – | Drobeta-Turnu Severin | 4:3 (pen) |
| 29 februarie 1976 | Letea Bacău               | – | Tractorul Brașov      | 3:1       |
|                   | SC Bacău                  | – | UTA Arad              | 1:2       |
|                   | Progresul București       | – | FCM Reșița            | 4:2 (pen) |
|                   | Rapid București           | – | Politehnica Iași      | 5:3 (pen) |
|                   | Gloria Buzău              | – | FC Bihor              | 4:5 (pen) |
|                   | ASA Câmpulung Moldovenesc | – | Universitatea Cluj    | 1:2 d. p. |
|                   | Dunărea de Jos            | – | CFR Cluj              | 1:0       |
|                   | Energia Onești            | – | Argeș Pitești         | 0:2       |
|                   | Dierna Orșova             | – | F.C. Baia Mare        | 1:2       |
|                   | FC Dacia Pitești          | – | Jiul Petroșani        | 0:4       |
|                   | Olimpia Satu Mare         | – | Steaua București      | 1:4       |
|                   | Șoimii Sibiu              | – | U Craiova             | 1:3       |
|                   | Poli Timișoara            | – | Farul                 | 1:0       |
|                   | ASA Tîrgu Mureș           | – | Dinamo București      | 4:2       |
| 23 martie 1976    | Minerul Turț              | – | Sportul Studențesc    | 1:8       |

## Optimi
| Data          | Oraș           | Echipă gazdă       |   | Echipă oaspete      | Rezultat  |
| ------------- | -------------- | ------------------ | - | ------------------- | --------- |
| 16 iunie 1976 | București      | Rapid București    | – | Progresul București | 1:0 d. p. |
|               | Câmpina        | Dunărea de Jos     | – | Jiul Petroșani      | 1:0       |
|               | Craiova        | Sportul Studențesc | – | Poli Timișoara      | 3:1       |
|               | Deva           | Steaua București   | – | FIL Orăștie         | 8:1       |
|               | Râmnicu Vâlcea | Argeș Pitești      | – | F.C. Baia Mare      | 4:3 d. p. |
|               | Sibiu          | ASA Tîrgu Mureș    | – | Universitatea Cluj  | 3:0 (pen) |
|               | Târgu Mureș    | FC Bihor           | – | Letea Bacău         | 3:0       |
|               | Timișoara      | U Craiova          | – | UTA Arad            | 3:2 d. p. |

## Sferturi
| Data          | Oraș        | Echipă gazdă     |   | Echipă oaspete     | Rezultat |
| ------------- | ----------- | ---------------- | - | ------------------ | -------- |
| 23 iunie 1976 | București   | Steaua București | – | Rapid București    | 2:0      |
|               | Pitești     | U Craiova        | – | Sportul Studențesc | 2:1      |
|               | Ploiești    | Dunărea de Jos   | – | ASA Tîrgu Mureș    | 2:0      |
|               | Târgu Mureș | FC Bihor         | – | Argeș Pitești      | 1:0      |

## Semifinale
| Data          | Oraș        | Echipă gazdă     |   | Echipă oaspete | Rezultat |
| ------------- | ----------- | ---------------- | - | -------------- | -------- |
| 27 iunie 1976 | Ploiești    | Dunărea de Jos   | – | U Craiova      | 1:0      |
|               | Târgu Mureș | Steaua București | – | FC Bihor       | 4:2      |

## Finala
| 30 iunie 1976 | Steaua București      | 1 – 0 | Dunărea de Jos | Stadionul 23 August, București Spectatori: 50.000 Arbitru: Nicolae Petriceanu (București) |
| 30 iunie 1976 | 75' Anghel Iordănescu |       |                | Stadionul 23 August, București Spectatori: 50.000 Arbitru: Nicolae Petriceanu (București) |

| STEAUA BUCUREȘTI: |                   |     |
|                   |                   |     |
| P                 | Vasile Iordache   |     |
| F                 | Teodor Anghelini  |     |
| F                 | Mario Agiu        |     |
| F                 | Ștefan Sameș      |     |
| F                 | Iosif Vigu        |     |
| M                 | Ion Ion           |     |
| M                 | Ion Dumitru       |     |
| M                 | Anghel Iordănescu |     |
| A                 | Radu Troi         |     |
| A                 | Marcel Răducanu   | 63' |
| A                 | Constantin Zamfir |     |
| Înlocuiri:        |                   |     |
| A                 | Viorel Năstase    | 63' |
| Antrenor:         |                   |     |
| Emeric Jenei      |                   |     |

| CSU GALAȚI: |                    |     |
|             |                    |     |
| P           | Gheorghe Tănase    |     |
| F           | Andrei Pasquale    |     |
| F           | Mihai Olteanu      |     |
| F           | Iosif Marta        |     |
| F           | Mircea Șarpe       |     |
| M           | Florin Păunescu    | 86' |
| M           | Mihail Bejenaru    |     |
| M           | Octavian Georgescu | 71' |
| A           | Valentin Kramer    |     |
| A           | Petre Marinescu    |     |
| A           | Mihai Dobre        |     |
| Înlocuiri:  |                    |     |
| A           | Teodor Cotigă      | 71' |
| M           | Ene Aret           | 86' |
| Antrenor:   |                    |     |
| Ion Zaharia |                    |     |